# Johan Ernst van Löwenstein-Wertheim
Johan Ernst van Löwenstein-Wertheim-Rochefort (Wertheim, 14 juni 1667 - Aken, 26 juli 1731) was van 1713 tot aan zijn dood bisschop van Doornik.

## Levensloop
Johan Ernst was een zoon van graaf Ferdinand Karel van Löwenstein-Wertheim-Rochefort uit diens huwelijk met Anna Maria van Fürstenberg-Heiligenberg, dochter van vorst Egon VIII van Fürstenberg-Heiligenberg. Hij had maar liefst dertien broers en zussen.
Hij trad in de geestelijke stand. Na de Vrede van Utrecht waarbij Het Doornikse van Frankrijk weer bij de Zuidelijke Nederlanden kwam, werd Johan Ernst tot bisschop van Doornik benoemd. Deze benoeming werd op 22 mei 1713 bevestigd door paus Clemens XI. Op 25 februari 1714 ontving hij de bisschopswijding. Een van zijn eerste daden was de publicatie van de pauselijk bul Unigenitus in het bisdom. Deze bul veroordeelde de jansenisten, die veel aanhangers hadden onder de clerus van het bisdom en zeker in het kathedraalkapittel van Doornik. Tegelijk perkte hij de macht van de jezuïeten, de grote tegenstanders van de jansenisten, in. In 1716 werd van Löwenstein-Wertheim eveneens abt-vorst van de kloosters van Stavelot-Malmedy.
Johan Ernst van Löwenstein-Wertheim stierf in juli 1731.
- Gemeinsame Normdatei: 137979975
- Système universitaire de documentation: 149612206
- Virtual International Authority File: 86138217
- WorldCat: E39PBJtRKtKCyyyfxY8ryTdJDq